# Triathlon ai XII Giochi panamericani

La gara di triathlon dei XII Giochi panamericani si è tenuta a Mar del Plata (Argentina) il 26 marzo del 1995.
Tra gli uomini ha vinto il brasiliano Leandro Macedo, mentre tra le donne la statunitense Karen Smyers.

## Risultati

### Élite uomini
| #  | Corridore               | Tempo    |
| -- | ----------------------- | -------- |
| 1  | Leandro Macedo          | 1.51'14" |
| 2  | Mark Bates              | a 22"    |
| 3  | Oscar Galíndez          | a 56"    |
| 4  | Ricardo Davila          | a 1'10"  |
| 5  | Andrew Carlson          | a 2'19"  |
| 6  | Carlos Probert          | a 2'41"  |
| 7  | Matias Peña             | a 2'47"  |
| 8  | Ariel Garrigo           | a 3'00"  |
| 9  | Raul Lemir              | a 3'10"  |
| 10 | Bernardo Setina         | a 6'06"  |
| 11 | Will Cargas             | a 6'13"  |
| 12 | Nataniel Llerandi       | a 6'50"  |
| 13 | Nataniel Llerandi       | a 7'30"  |
| 14 | Carlos Lomba            | a 7'40"  |
| 15 | Juri Estrada            | a 7'45"  |
| 16 | Ricardo Cardeno         | a 9'23"  |
| 17 | Antonio Manzur          | a 9'47"  |
| 18 | Cristian Bustos         | a 9'59"  |
| 19 | Carlos Friely Paredes   | a 14'06" |
| 20 | Pablo Antonio Rubio     | a 15'45" |
| 21 | Max Sevilla             | a 16'26" |
| 22 | Claudio Cortes Cañas    | a 19'25" |
| 23 | Jorge Rodríguez Sanchez | a 19'43" |
| 24 | Tim Byrne               | a 21'10" |
| 25 | Wayne Edwards           | a 22'43" |
| 26 | Rodolfo Carrillo        | a 23'40" |
| 26 | Fredy Guillen Rodríguez | a 29'21" |
| -  | Emerson Gomes           | DNF      |
| -  | Stefan Jakobsen         | DNF      |
| -  | Tim DeBoom              | DNF      |
| -  | Bernardo Gutierrez      | DNF      |
| -  | Andrew MacMartin        | DNF      |

### Élite donne
| #  | Corridore              | Tempo    |
| -- | ---------------------- | -------- |
| 1  | Karen Smyers           | 2.04'52" |
| 2  | Kristie Otto           | a 2'25"  |
| 3  | Fiona Cribb            | a 3'22"  |
| 4  | Gail Laurence          | a 3'59"  |
| 5  | Maria Luisa Martínez   | a 4'50"  |
| 6  | Lisa Marie Bentley     | a 6'47"  |
| 7  | Maria del Carmen Ochoa | a 7'06"  |
| 8  | Silvana Calcagno       | a 7'20"  |
| 9  | Maria Virginia Coronel | a 7'57"  |
| 10 | Kelley Kwiatrowski     | a 8'01"  |
| 11 | Marcia Ferreira        | a 9'30"  |
| 12 | Ana Carina Tonsig      | a 9'55"  |
| 13 | Maria Morales          | a 9'58"  |
| 14 | Aglae Menezes          | a 12'42" |
| 15 | Susana Schnarndorf     | s.t.     |
| 16 | Laura Mata             | a 14'56" |
| 17 | Maria Miño             | a 15'28" |
| 18 | Veronica Granados      | a 17'53" |
| 19 | Ana Maria Lecumberri   | a 21'18" |
| 20 | Fabiola Acaron         | a 27'51" |
| 21 | Joyce McKenzic         | a 30'06" |
| 22 | Olga Camey             | a 24'50" |
| -  | Olga Camey             | DNS      |
| -  | Karla Solis            | DNS      |

## Medagliere
| Posizione | Nazione     | Oro | Argento | Bronzo | Totale |
| --------- | ----------- | --- | ------- | ------ | ------ |
| 1         | Brasile     | 1   | 0       | 0      | 1      |
| 1         | Stati Uniti | 1   | 0       | 0      | 1      |
| 2         | Canada      | 0   | 2       | 1      | 3      |
| 3         | Argentina   | 0   | 0       | 1      | 1      |
| Totale    | Totale      | 2   | 2       | 2      | 6      |